# Piegżówka
Piegżówka (Rudnik, Rudnicki) – potok, prawy dopływ Harbutówki o długości 8,15 km i powierzchni zlewni 12,55 km².
Piegżówka ma źródło na wysokości 430 m na północnych stokach Pasma Barnasiówki w obrębie miejscowości Rudnik. Spływa początkowo ze stoków Pasma Barnasiówki w północnym kierunku, a następnie w zachodnim, dnem doliny między Pasmem Barnasiówki a Pasmem Bukowca (obydwa znajdują się na Pogórzu Wielickim). Przepływa przez Rudnik, a następnie Sułkowice, gdzie zmienia kierunek na północno-zachodni i uchodzi do Harbutówki na wysokości około 260 m.